# Schelfenhaus (Volkach)

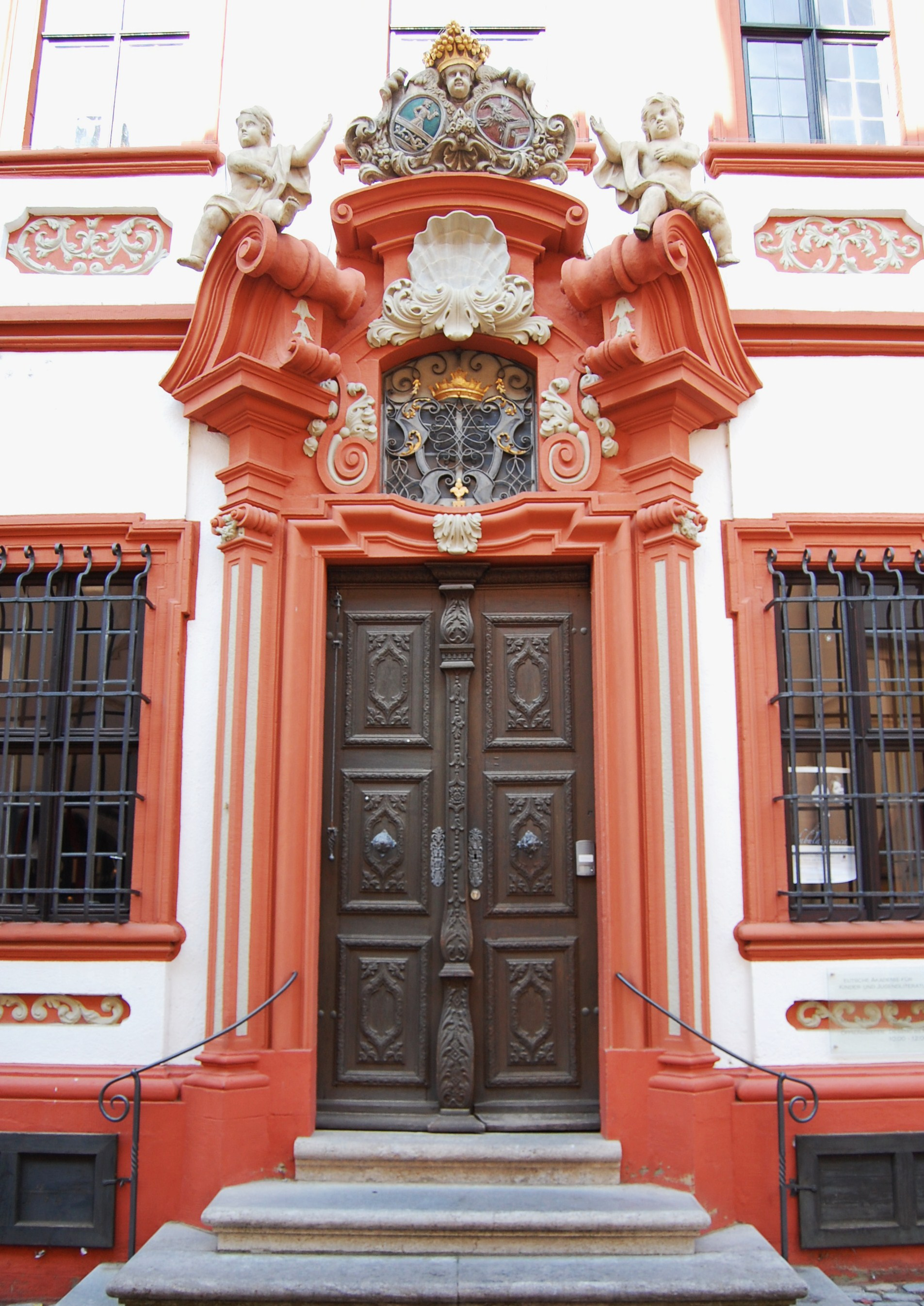
Das Portal des Schelfenhauses

Das Schelfenhaus (Adresse Schelfengasse 1, früher Hausnummer 257, Nebengebäude 258) ist ein denkmalgeschütztes, barockes Gebäude in Volkach. Es steht in der nach ihm benannten Gasse, mitten in der Altstadt der unterfränkischen Kleinstadt. Eventuell wurde es vom Würzburger Hofbaumeister Joseph Greissing erbaut.

## Lage
Das Schelfenhaus befindet sich in der Altstadt auf der Ostseite der in Nord-Süd-Richtung verlaufenden Hauptstraße. Als relativ zentraler Punkt im mittelalterlichen Volkacher Stadtareal steht es in einer Seitengasse und ist von den repräsentativen Gebäuden wie dem Rathaus oder der Kirche relativ weit entfernt. In seiner Umgebung stehen Gutshöfe der reichen Weinhändler.
Das Quartier wird im Norden von der Weinstraße, im Süden von der Schelfengasse, im Westen von der Hauptstraße und im Osten von der Kreuzgasse begrenzt. Der Name Schelfengasse setzte sich wohl aufgrund des eindrucksvollen Gebäudes bereits relativ früh durch; er ist schon im Kataster von 1833 als „Schelfer-Gasse“ verzeichnet. Wie die Gasse zuvor hieß, ist unklar.

## Geschichte

### Auf- und Ausbau (1719–1745)
Bis ins 18. Jahrhundert war die Stelle, an der sich das Schelfenhaus befindet, anderweitig bebaut. Dies belegen Teile des Mauerwerks des heutigen Palais. Teilweise wurden vorhandene Elemente übernommen und in das neu entstandene Gebäude eingearbeitet. Vor allem die Unterkellerung des Hauses bezog viele Teile der Vorgängerbebauung ein. Die These vom Schelfenhaus als Nachfolgebau wird durch den verzogenen Grundriss des Gebäudes untermauert.
Um das Jahr 1719 begann der Bau des Schelfenhauses. Bauherr war der reichste Bürger der Landstadt Volkach, Johann Georg Adam Schelf. Er gehörte zur italienischstämmigen Bürgerfamilie Schelf, die erstmals im 17. Jahrhundert in Unterfranken nachgewiesen ist, und lebte vom 20. April 1688 bis zum 19. September 1745. Nach einem Studium in Würzburg übernahm Schelf repräsentative Aufgaben in der Stadt Volkach und war von 1741 bis zu seinem Tod deren Oberbürgermeister. Beruflich war er als Weinhändler tätig.
Am 7. Januar 1721 war das „Hauß von Grund auf neugebauet“, und Schelf bat beim Stadtrat Volkachs um Steuererlass, den er auch bewilligt bekam. Entstanden waren in dieser ersten Bauphase der sogenannte Hauptbau mit der noch heute sichtbaren Straßenfassade und der westliche Stutzflügel. Das Grundstück umfasste damals noch nicht den Vorgarten und die nördlichen und östlichen Anbauten. Über den Architekten ist nichts Genaues bekannt, Einflüsse des Würzburger Stadt- und Landbaumeisters Joseph Greissing sind allerdings deutlich erkennbar.
Um das Jahr 1730 entstand im Norden des Palais ein weiterer Anbau. Gleichzeitig baute man östlich des Hauptbaus einen weiteren Flügel an, der als „Scheunenbau“ bezeichnet wurde, und dessen Untergeschoss als Lagerort für landwirtschaftliches Gerät genutzt wurde. Dieser Bau füllte eine Fläche in der städtischen Bebauung aus. Durch diese zweite Bauphase war ein Innenhof entstanden, der optisch vereinheitlicht wurde.

### Private Nutzung (1745–1950)

Das Schelfenhaus auf einer Zeichnung des Jahres 1913

Nach dem Tod des Erbauers Johann Georg Adam Schelf im Jahr 1745 ging das Haus an seine Frau Anna Regina über, die der Volkacher Patrizierfamilie Balbus entstammte. Da es keine männlichen Nachkommen gab, plante Anna Regina das Haus an das Kloster Banz zu verkaufen beziehungsweise auf unbestimmte Zeit zu verleihen. Das Einschreiten ihres Schwiegersohnes, des Würzburger Amtskellers Eugen Kast – er hatte die Tochter Anna Maria Schelf geheiratet – verhinderte die Veräußerung des Bürgerhauses.
Nachdem gegen Ende des 18. Jahrhunderts Anna Maria Kast verstorben war, übernahm eine Erbengemeinschaft das Stadtpalais. Von ihr erhielt der Weinhändler Johann Zacharias Seubert das Schelfenhaus wohl im Jahr 1799. Er ist noch im Jahr 1820 als Eigentümer des Hauses nachgewiesen. Nach seinem Tod übernahm seine Witwe das Gebäude. Sie vererbte es an ihren Enkel Anton Burkhard Jäcklein, der im Jahr 1864 starb.
Nächste Besitzerin war dessen Tochter Margareta, die im Jahr 1863 den Seilermeister Franz Erbig geheiratet hatte. Nach dem frühen Tod seiner Frau heiratete Erbig erneut und ließ 1879 erste Renovierungen am Schelfenhaus vornehmen. Erneute Ausbesserungen am Gebäude fanden im Jahr 1903 statt. Als Franz Erbig im Jahr 1917 starb, erbte sein Sohn aus erster Ehe, Johann, das Bürgerhaus und bewohnte es in den nächsten Jahren.

### Haus des Gastes (1950–heute)
Mit dem Tod des Johann Erbig im Jahr 1950 ging das Haus in das Eigentum der Stadt Volkach über. Zum Dank wurde eine Straße nach dem Stifter Johann-Erbig-Straße genannt. Es folgte in den 1950er-Jahren der Umbau des Hauses: Man fasste zwei Räume im Erdgeschoss zusammen, um das Schelfenhaus für repräsentative Zwecke nutzen zu können. Danach folgte eine längere Planungsphase der Stadtverantwortlichen.
Im Jahr 1975 wurden erste Pläne veröffentlicht, die eine Nutzbarmachung des Hauses für die Öffentlichkeit vorsahen. Der östliche Scheunenbau sollte abgerissen werden und durch ein neues Gebäude, die künftige Stadtbibliothek, ersetzt werden. Die Pläne ruhten bis ins Jahr 1979, bevor im März 1980 der Abriss des Ostflügels realisiert wurde. Ein Jahr später, 1981, war der Umbau und damit die dritte Bauphase abgeschlossen.
Bis ins Jahr 1992 wurde das Gebäude in das „Haus des Gastes“ der Stadt Volkach umgewandelt. Das Obergeschoss dient heute repräsentativen Zwecken und wird für Weinproben, Empfänge und Kunstausstellungen genutzt. Das Untergeschoss ist Geschäftsstelle der Deutschen Akademie für Kinder- und Jugendliteratur, während im Nebengebäude die Stadtbibliothek untergebracht ist.
Das Bayerische Landesamt für Denkmalpflege verzeichnet das Schelfenhaus als Baudenkmal mit der Nummer D-6-75-174-102. Das Haus ist ein wichtiges Element des Ensembles Altstadt Volkach. Die untertägigen Reste der Vorgängerbebauung werden unter der Nummer D-6-6127-0090 als Bodendenkmal geführt.

## Architektur

### Ensemble
Das Grundstück des Schelfenhauses hat die Form eines beschnittenen und erheblich verzogenen, zum Quadrat tendierenden Rechtecks. Im Durchschnitt hat es eine Kantenlänge von 31,5 auf 25 Metern. Das Haus ist auf drei Seiten von weiteren Gebäuden umstellt, sodass nur die südliche Flanke an der Schelfengasse offen ist. Mittelpunkt des Gebäudeensembles ist ein querrechteckiger Innenhof, um den sich die Bauteile des Schelfenhauses gruppieren.
Das Haus besteht aus dem zweiflügeligen, barocken Wohnhaus im Süden und Westen mit dem sogenannten Hauptbau an der Südseite und dem angebauten Stutzflügel im Westen. An den Flügel ist ein querrechteckiger Anbau im Nordosten angesetzt. Das nördliche Nebengebäude entstand in der zweiten Bauphase. Das östliche Nebengebäude war ursprünglich als Scheunenbau konzipiert und musste im 20. Jahrhundert dem heutigen Bibliotheksbau weichen.

### Hauptbau
Der Hauptbau hat ein verzogenes Rechteck als Grundriss. Die Vorgängerbebauung und die kompakte Besiedlung der Volkacher Altstadt machten diese Form notwendig. Es ist ein Traufseithaus mit zwei Geschossen. Ein Walmdach schließt es oben ab. Die südliche Fassade hat acht Achsen,  die zum Innenhof gelegene Nordseite, bedingt durch den Sturzflügel, nur fünf. Unterhalb des Gebäudes befindet sich ein längsgewölbter Keller.

#### Grundriss

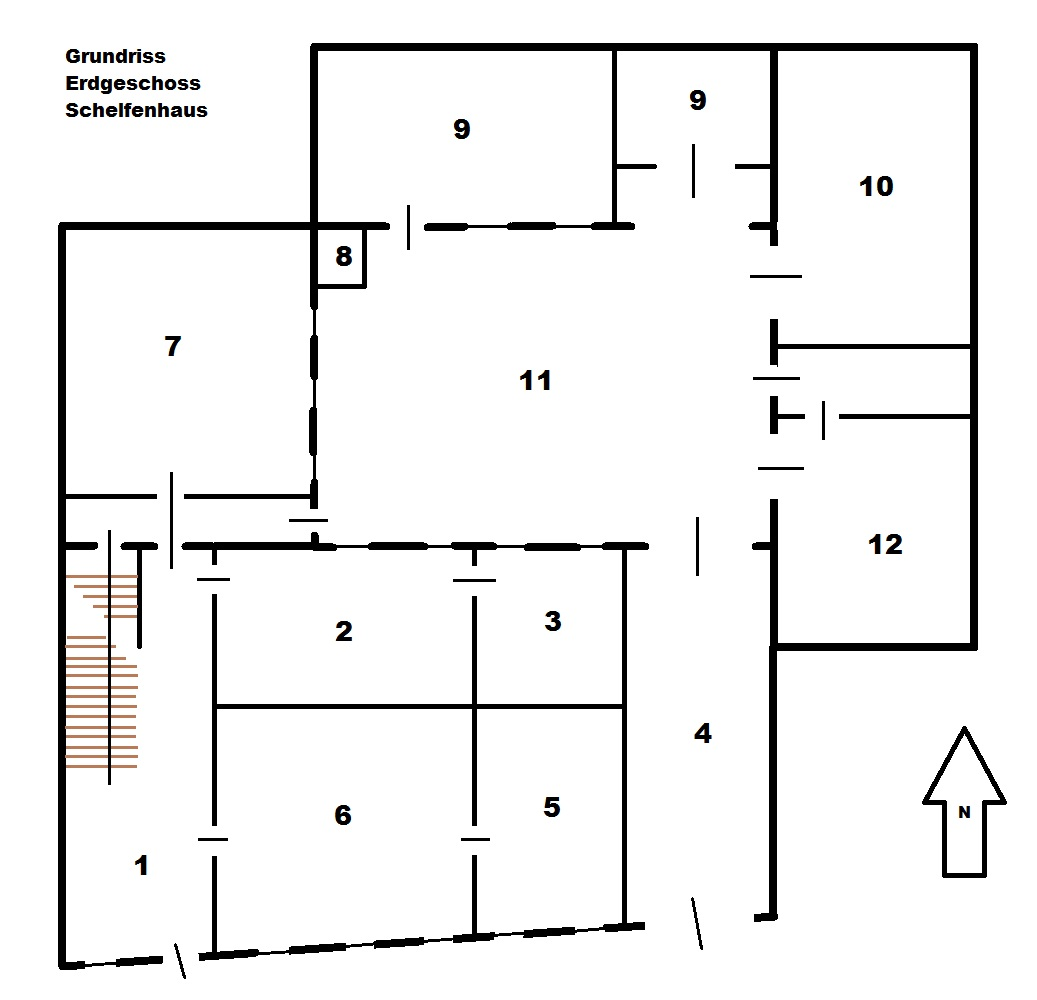
Grundriss 1: Erdgeschoss

Das Erdgeschoss des Hauptbaus wurde vom Baumeister dreigeteilt. Zwei schmale Querstreifen im Westen und Osten rahmen einen größeren, fast quadratischen Mittelteil ein. Dieses mittlere Element ist in einen längsgerichteten Raum an der Südseite, der durch die Zusammenlegung zweier kleinerer Räume im 20. Jahrhundert entstand und heute den Vortragsraum enthält, und zwei kleinere, rechteckige Räume mit Gewölbedecken: Dort waren die Küche und die Speisekammer untergebracht.
Der östliche Raum des Erdgeschosses enthält den Treppenaufgang mit einer zweiarmigen Winkeltreppe und erschließt als Hausflur  den südlichen Vortragsraum, Küche und Speisekammer. Auf der Westseite befindet sich die sogenannte Durchfahrt, die durch die achte Achse der Fassade gebildet wird und fast ein Sechstel der Fassadenfläche einnimmt. Sie leitet zum nördlichen Innenhof über.
Der Grundriss des Obergeschosses entspricht dem des Erdgeschosses, dort sind die Repräsentationsräume untergebracht. Die Südseite wird von neun Fenstern belichtet, die Nordseite hat sieben Fenster. An der Straßenfront liegen drei miteinander verbundene Räume. Ganz im Osten liegt der sogenannte Bildersaal mit drei Fensterachsen. Er reicht bis zum Innenhof und hat als einziger Raum an der Vorder- und Rückseite Fenster.
Die Mitte wird vom „Ofensaal“ mit vier Fenstern eingenommen. Im Westen folgt das kleinste Zimmer des Obergeschosses, das „Professor-Rösser-Zimmer“. Die streifenförmige Restfläche im Norden der beiden letztgenannten Räume nimmt der Korridor ein. Er erschließt die Zimmer des Obergeschosses und den Stutzflügel und wird von drei Fenstern des Innenhofs belichtet. Auf seiner westlichen Schmalseite befinden sich der Schacht für die Speichertreppe und ein kleiner Toilettenraum.

#### Fassade

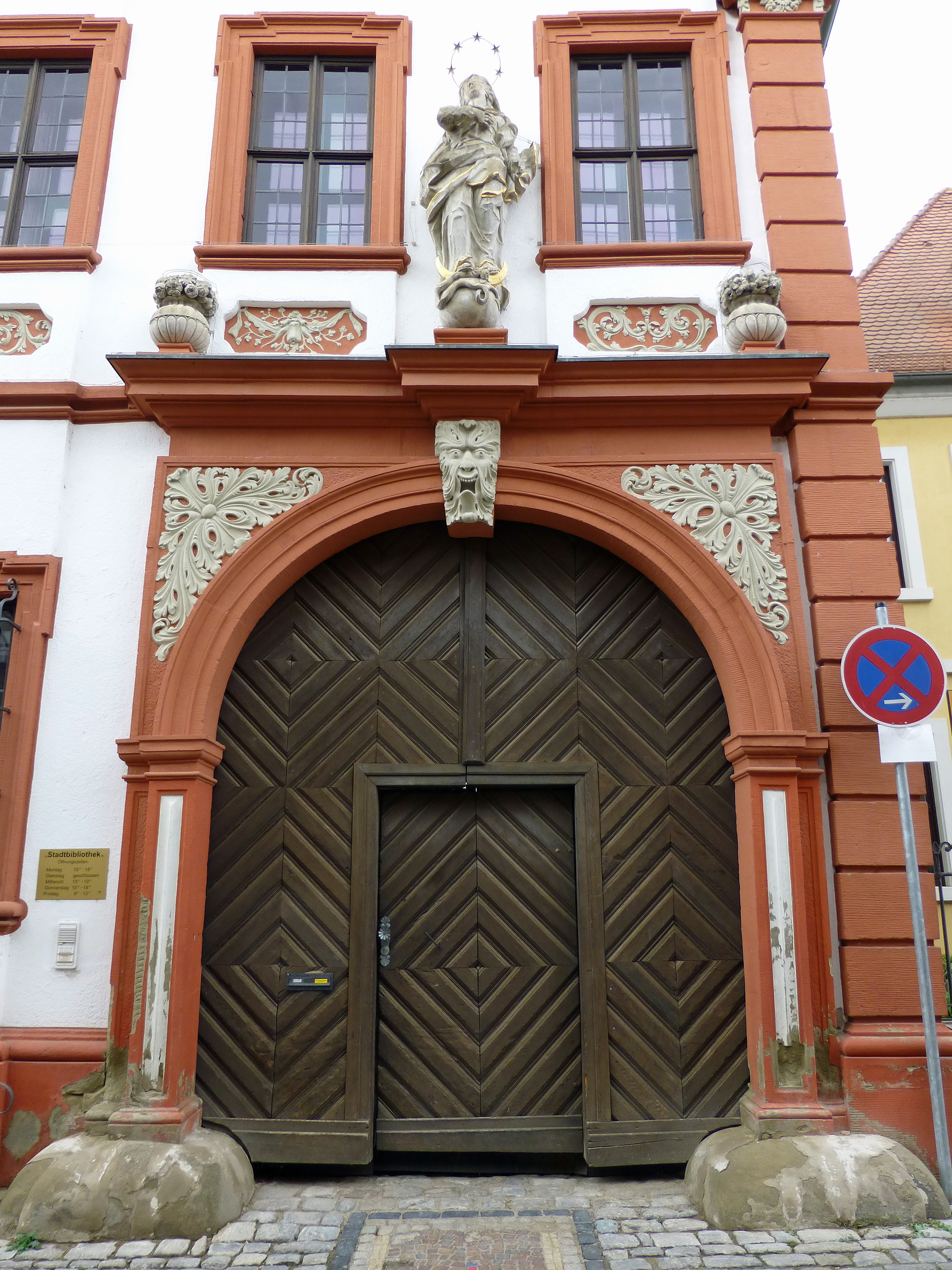
Die Tordurchfahrt an der Fassade

Die Fassade hat an der Schelfengasse eine längsrechteckige Form. Das Verhältnis von Länge zu Breite beträgt etwa 2:1. Den Unterbau bildet ein leicht hervortretender profilierter Sandsteinsockel. Es folgen zwei Putzmauergeschosse, die durch ein profiliertes Gurtgesims voneinander äußerlich abgegrenzt sind. Die Fassade ist von zwei breiten Vierkantsäulen eingefasst, die in ionischen Kapitellen mit Akanthus- und Blütenwerk auslaufen.
Oberhalb der Säulen, die vom Gurtgesims unterbrochen sind, leitet ein Traufgesims als Säulenbekrönung zum Dach über. Häufigste Gliederungselemente der Fassade sind die risalitartig ausgebildeten Fensterachsen mit Wandverkröpfungen bei den Sturz- und Brüstungsfeldern. Sie sind geohrt und mit einem Karniesprofil ausgestattet. Die Brüstungsfelder weisen Rankwerk als Verzierungselement auf.
Die östliche Toreinfahrt setzt sich aus einer Arkade und einem Rahmenfeld zusammen und wird aus zwei Vierkantsäulen auf ausladenden Prellsteinen gebildet. Über diesen Säulen befindet sich ein doppelt gestufter Halbrundbogen. Der abschließende Scheitelstein ist als Fratze gearbeitet. Die Arkade wird von einem rechteckigen, zurückversetztem Rahmen eingefasst und ruht auf Halbpilastern.
Die Zwickel sind mit Blatt- und Akanthusornament verziert und werden von einem dachartig hervorkragendem Gesims überragt. Zwei Steinvasen begrenzen dieses Gesims links und rechts.  Oberhalb des Fratzen-Scheitels befindet sich eine Statue der Immaculata. Maria steht auf der Weltkugel mit einem Heiligenschein aus Sternen.
Das Hauptportal des Hauses, an der Westseite der Fassade, die zweite Achse einnehmend, wird durch eine hochrechteckige Türöffnung mit profiliertem Gewände gebildet. Eine gesprengte Ädikula schließt das Portal nach oben ab. Das Portal zieht sich über die Gurtgesimse und ist von zwei über Eck gestellten Vierkantsäulen auf Postamenten mit kassettierten Schäfte eingerahmt, die in kleinen, ionisierenden Kapitellen enden.
Ein faszierter Architrav leitet zu einem würfelähnlichen Friesstück über. Darüber befindet sich ein ausladendes Gesims. Diesen eher klein ausgeführten Architekturelementen sind die mächtigen S-förmigen Voluten über den Gesimsen gegenübergestellt. Sie werden von Volutenkonsolen gestützt und sind im Querschnitt profiliert. Durch die Giebelöffnung entsteht ein geöffnetes Feld, das von einem vergiebelten Auszug mit vergittertem Oberlicht beherrscht wird.
Als Verzierungen des Portals wurde Girlanden-, Akanthus- und Muschelornament angebracht. Zwei Putten, die auf den Voluten ruhen, weisen auf die Wappenkartusche, die das Portal bekrönt. Sie enthält das Allianzwappen des Ehepaares Schelf-Balbus. Heraldisch rechts befindet sich das Wappen Schelf: Über einem erniedrigten Balken ein wachsender Mann mit Mütze, seine rechte Hand ist eingestemmt, in der erhobenen Linken ein Apfel mit teilweise abgelöster Schale. Die Feldfarbe ist grün.
Das Wappen Balbus auf der heraldisch linken Seite besteht aus einem auf dem oberen von zwei erniedrigten Sparren stehenden, auffliegenden Adler. Die Feldfarbe ist Rot. In der Literatur sind allerdings auch andere Feldfarben bekannt. Zwischen den Wappenkartuschen ist ein geflügelter Kopf angebracht, der eine große, goldene Krone mit durch sieben Blüten gebildete Spitzen trägt.

### Stutzflügel

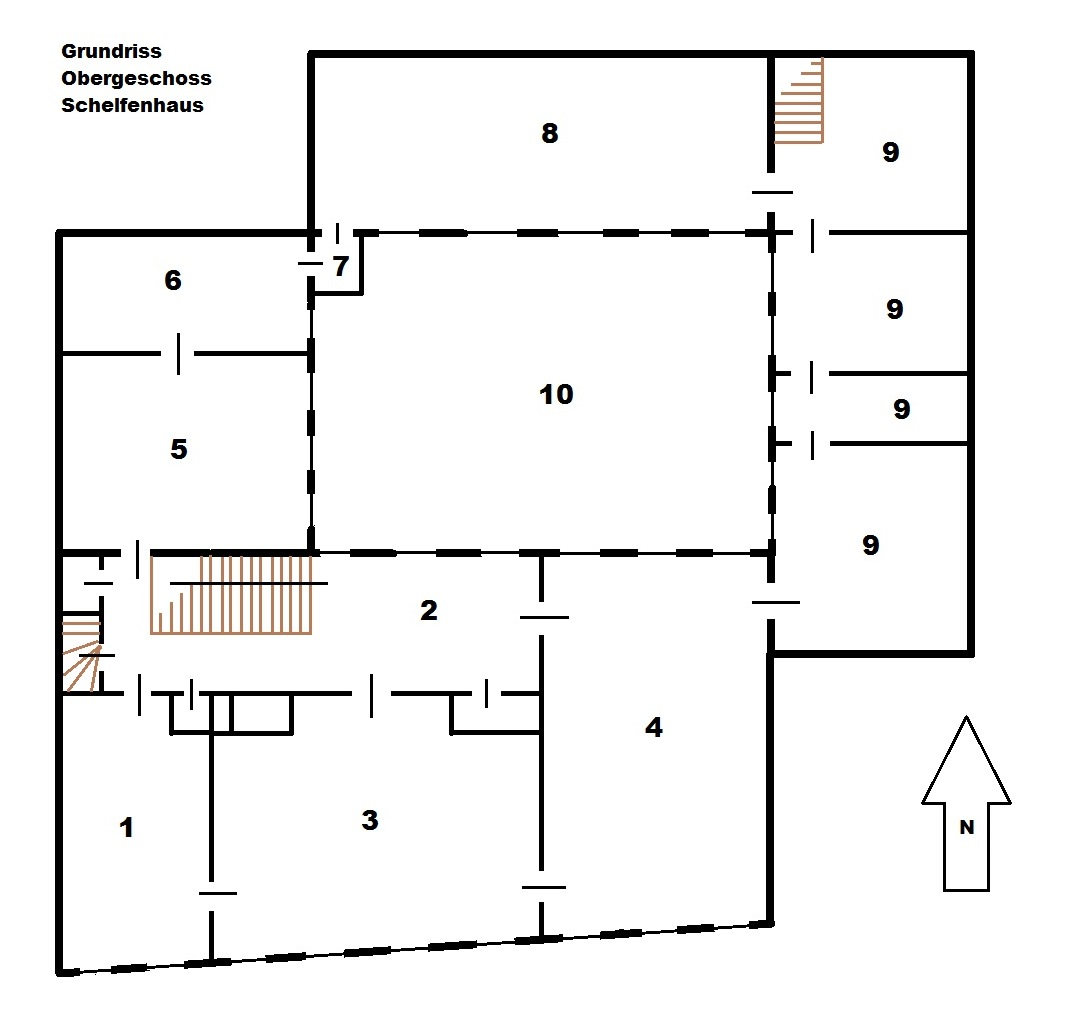
Grundriss 2: Obergeschoss

Der Stutzflügel schließt sich im Nordwesten an den Hauptbau an. Er entstand zeitgleich mit diesem und schließt mit seiner südlichen Giebelseite an das Haupthaus an. Er hat ebenfalls zwei Geschosse und ist zum Innenhof hin traufständig. Ein niedriges Satteldach schließt den Flügel oben ab. Im Norden und Westen hat der Stutzflügel geschlossene Mauerzüge, lediglich im Osten sind Fenster angebracht.
Der Flügel enthält drei Räume. Unter dem Austrittslauf der Hauptbau-Treppe befindet sich der Zugang zum Stutzflügel. Drei Fensterachsen gliedern das Erdgeschoss, in dem sich wohl das Kontor des Hauses befunden hat. Das Obergeschoss dienten die beiden Zimmer als Ankleide- bzw. Schlafzimmer. Die zweite Achse des hinteren Raumes ist für den Zugang zum längsrechteckigen Anbau ausgespart.

## Innenausstattung
Das Gebäude ist innen mit reichen Stuckdecken ausgestattet. Auch die Deckengemälde haben kunsthistorischen Wert. Insbesondere der erste Stock des Hauses mit dem Bildersaal, dem Weißen Saal und dem Professor-Rösser-Zimmer ist prachtvoll. Dargestellt sind Putti mit verschiedenen Vögeln und Verzierungen. Die Gemälde zeigen Szenen aus der antiken Mythologie. Im Ofensaal steht der Kachelofen von 1711 mit Figuren und Reliefs.